# Marianków (Walce)
Marianków – część wsi Walce w Polsce, położona w województwie opolskim, w powiecie krapkowickim, w gminie Walce. Historycznie leży na Górnym Śląsku, na ziemi prudnickiej.
W latach 1975–1998 Marianków administracyjnie należał do ówczesnego województwa opolskiego. Do 1956 należał do powiatu prudnickiego.
W 1921 w zasięgu plebiscytu na Górnym Śląsku znalazła się tylko część powiatu prudnickiego. Marianków znalazł się po stronie wschodniej, w obszarze objętym plebiscytem.